# Clarence Makwetu
Clarence Mlami Makwetu (n. Hoyita, Cofimvaba, 6 de diciembre de 1928 - Ibídem, 1 de abril de 2016), fue un activista contra el apartheid sudafricano, recordado por haber liderado el Congreso Panafricano (PAC) como candidato presidencial en las elecciones generales históricas de 1994, las primeras bajo sufragio universal.

## Biografía

### Primeros años
Clarence Mlami Makwetu nació el 6 de diciembre de 1928 en Hoyita, en el bantustán de Transkei. Fue el segundo de los cinco hijos de Minah y Gqongo Makwetu. Fue educado en la Escuela de la Misión Keilands en el distrito de Stutterheim y se matriculó en Lovedale, cerca de Alice en el Cabo Oriental. Makwetu se fue de Transkei a Ciudad del Cabo, donde no se permitía residir a los africanos negros, después de una breve estadía en Port Elizabeth como trabajador ocasional a finales de los años cuarenta. En Ciudad del Cabo fue recibido por Chris Hani, hermano mayor de quien era amigo. Pasó una temporada en una fábrica que hacía juguetes para niños, pero dejó el trabajo después de que la policía efectuara redadas intermitentes. Makwetu pronto comenzó a trabajar por cuenta propia y vendió diversos bienes desde su apartamento en Langa antes de involucrarse en la lucha contra el apartheid en 1952.

### Activismo contra elapartheid
Clarence Makwetu se involucró en la lucha por la liberación cuando se unió a la campaña Defiance de 1952, una campaña contra las leyes del apartheid organizada por el Congreso Nacional Africano (ANC). En 1954, se unió a la Liga Juvenil del ANC como miembro. Desilusionado por el enfoque del ANC en la lucha por la liberación, Makwetu se unió a la facción africanista dirigida por Robert Sobukwe. Esta facción creía en el dicho África para África, lo que significaba que los africanos tenían que determinar su futuro. El 6 de abril de 1959, Makwetu y otros africanistas como Potlako Leballo formaron en Soweto el Congreso Panafricanista de Azania o Congreso Panafricano (PAC), bajo el liderazgo de Sobukwe. Una de las razones principales de Makwetu para apoyar al PAC fue su compromiso con la restauración de la tierra a los pueblos africanos. Makwetu se convirtió en el secretario del PAC en Langa Flats. Mientras que Sobukwe dirigió a miles de personas a protestar contra las leyes del apartheid en Sharpville el 21 de marzo de 1960, Makwetu fue uno de los 6000 hombres que se habían reunido para marchar a la estación de policía de Langa por la misma causa el mismo día. El 30 de marzo de 1960, se declaró el estado de emergencia y Makwetu fue detenido de marzo a septiembre de 1960. Durante este período, el PAC fue prohibido.
En agosto de 1961 fue arrestado en Ciudad del Cabo y acompañado a Transkei, donde fue desterrado. Un mes más tarde, fue nuevamente detenido desde septiembre de 1961 hasta febrero de 1962. Después de su liberación, regresó a Ciudad del Cabo, pero fue arrestado nuevamente y enviado de regreso a Cofimvaba. En abril de 1963, Makwetu fue nuevamente arrestado y acusado de promover los objetivos de una organización prohibida, el PAC. Fue juzgado en Ngcobo y condenado a cinco años de prisión. En su camino a la isla Robben, lo llevaron a Stellenbosch para enfrentar cargos adicionales, pero fue absuelto. Durante su estancia en Robben Island, convivió con Nelson Mandela, líder del ANC y futuro presidente de Sudáfrica.
Después de cumplir cinco años, Makwetu fue liberado de Robben Island en 1968 y trasladado a Transkei, donde estuvo encarcelado por dos años hasta 1970. Pronto encontró empleo cerca de Qamata, Transkei como empleado de una empresa constructora que gana R39 al mes. Obtuvo una parcela de tierra vinculada a un sistema de riego y comenzó a cultivar. En junio de 1976, durante los levantamientos de Soweto, fue detenido y retenido hasta mayo de 1977 por supuestas actividades clandestinas. También fue arrestado por la policía de Transkei en julio de 1979 y detenido hasta octubre de ese mismo año. En diciembre de 1979, Kaizer D. Matanzima finalmente lo expulsó al distrito de Libode por cinco años hasta octubre de 1984, cuando se le permitió regresar a Cofimvaba. Pero su presencia siguió siendo considerada una amenaza y fue detenido nuevamente en agosto de 1986 durante cuatro meses. En 1989 se lanzó el Movimiento Panafricano (PAM) y Makwetu fue elegido líder. En 1990, el PAC fue legalizado y Makwetu fue elegido presidente en diciembre de ese año.

### Liderazgo del PAC
Mientras Makwetu era presidente del PAC tuvieron lugar las negociaciones de la Convención para una Sudáfrica Democrática (CODESA). Durante las mismas, el PAC argumentó que cualquier acuerdo que no tratara el tema de la reforma agraria sería defectuoso, provocando una crisis interna entre una facción que quería boicotear las elecciones generales venideras, y otra que prefería concurrir. Makwetu encabezó este último sector y logró imponerse, exigiendo además que el brazo armado del partido, el Ejército de Liberación Popular de Azania (APLA), pusiera fin a la violencia. Sin embargo, al crisis interna impidió al partido enfocarse correctamente en su campaña, y finalmente la lista del PAC obtuvo solo el 1.25 % de los votos, con lo que pudo ganar solo 5 de los 400 escaños en la Asamblea Nacional, siendo Makwetu uno de los diputados electos. Makwetu fue derrocado como líder del PAC en 1996, acusado de desprestigiar al partido, siendo eventualmente expulsado un año más tarde.
Tras esto, continuó liderando el recién formado Movimiento Panafricanista (PAM). El hijo de Makwetu, Mazwi, declararía posteriormente que su padre recurrió al activismo terrestre en su ciudad natal de Cofimvaba, en la antigua Transkei, donde tenía una granja, ganado y varios campos.  En 2004, Makwetu recibió la Orden de Luthuli en Plata otorgada por el presidente Thabo Mbeki por su contribución a la lucha por una Sudáfrica democrática, no sexista, justa y no racial.

### Fallecimiento y legado
Makwetu falleció el 1 de abril de 2016 a la edad de 88 años y fue enterrado el 16 de abril de 2017. Le sobreviven su esposa Mandisa y sus dos hijos. En los círculos políticos, Makwetu es recordado por su disciplina. El dirigente del ANC Ahmed Kathrada diría de él: «Fue ampliamente respetado en la división política debido a su disciplina. Era un hombre con el que podía hablar de política sin el temor de ser insultado [...] Nos acompañó en la cárcel (Robben Island) y todos quedamos sorprendidos por su conducta. Siempre predicaba la unidad, lo que era contrario a lo que querían los demás muchachos del PAC».